# World Financial Center

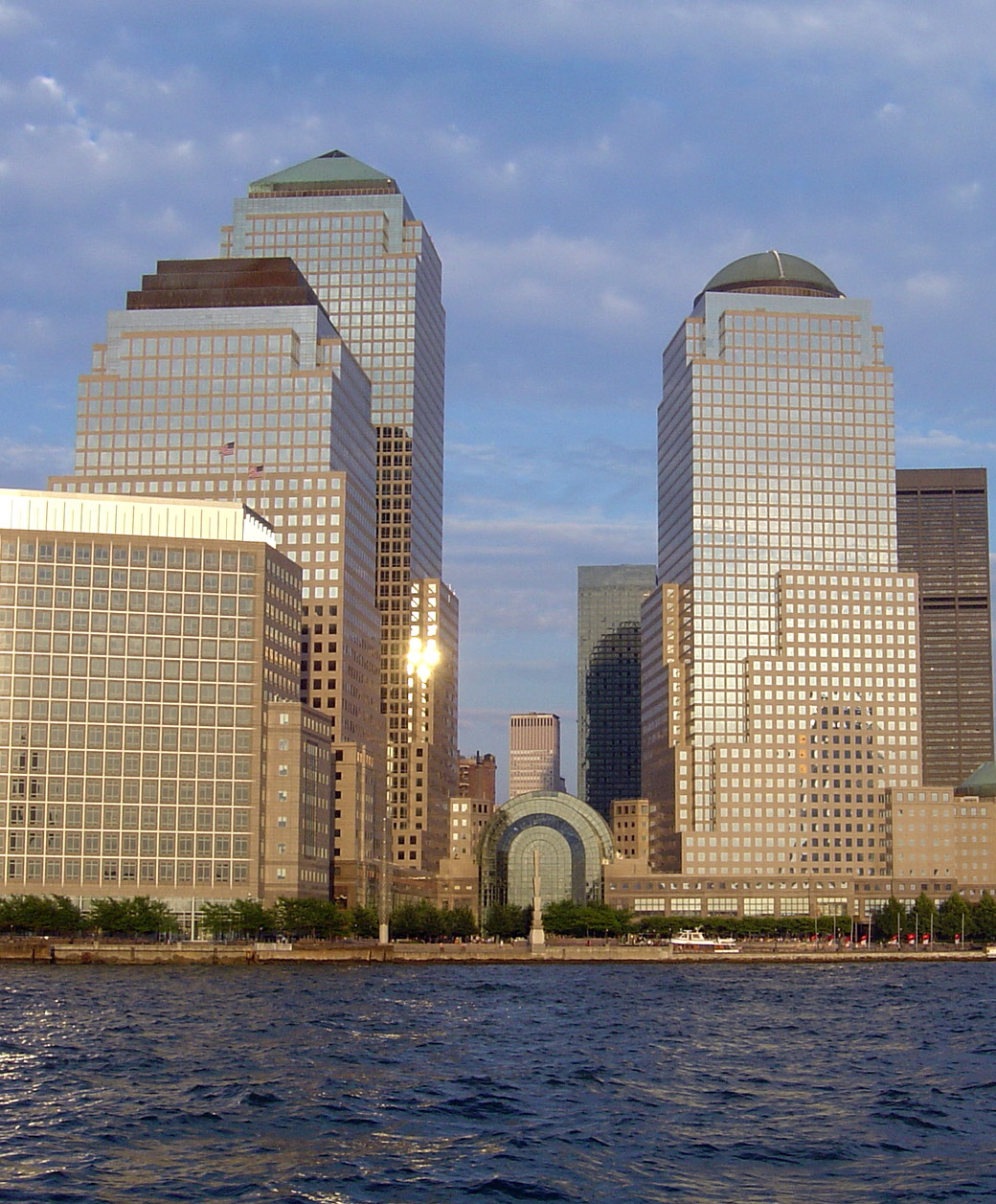
The World Financial Center

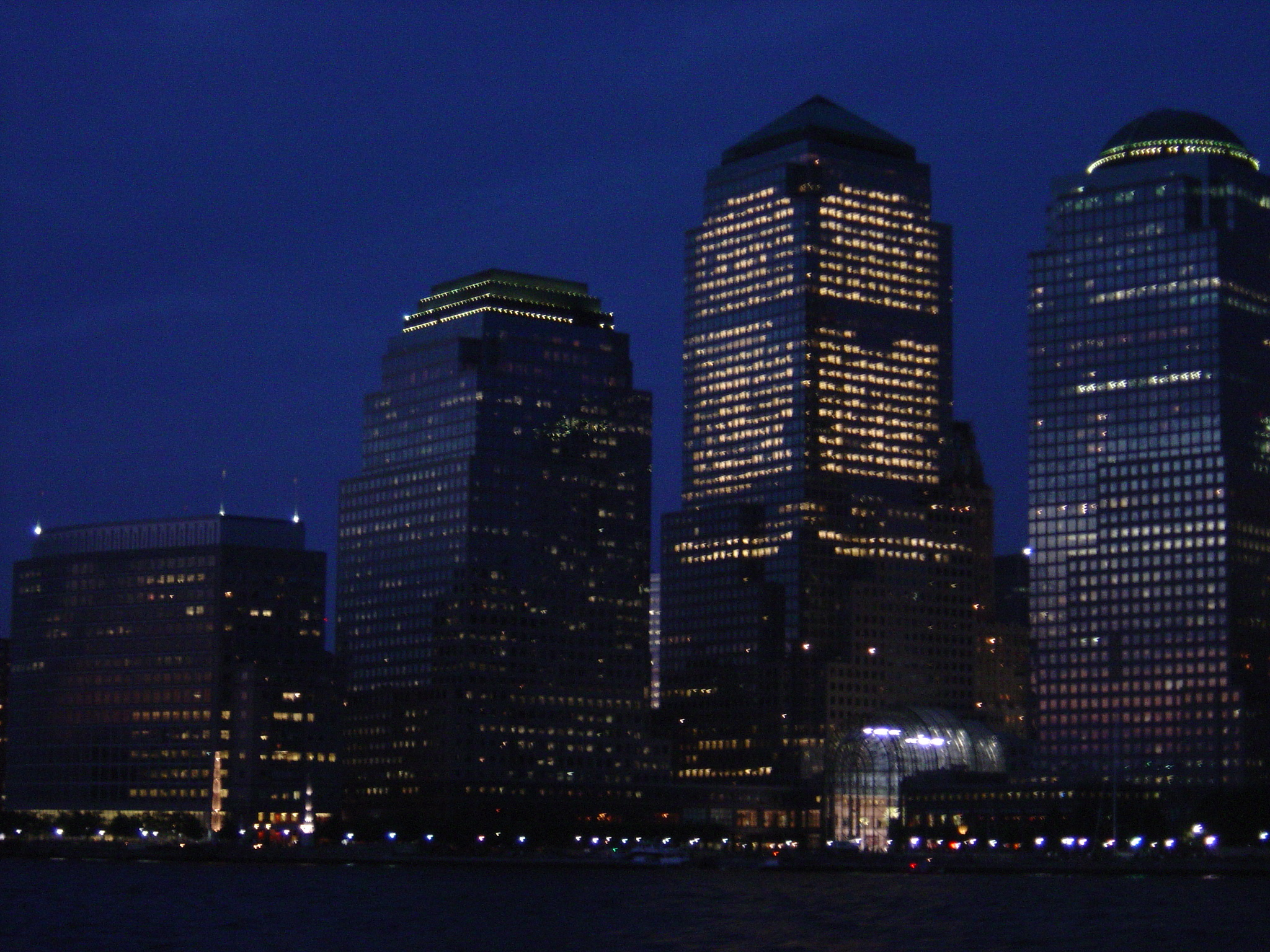
The World Financial Center de nit.

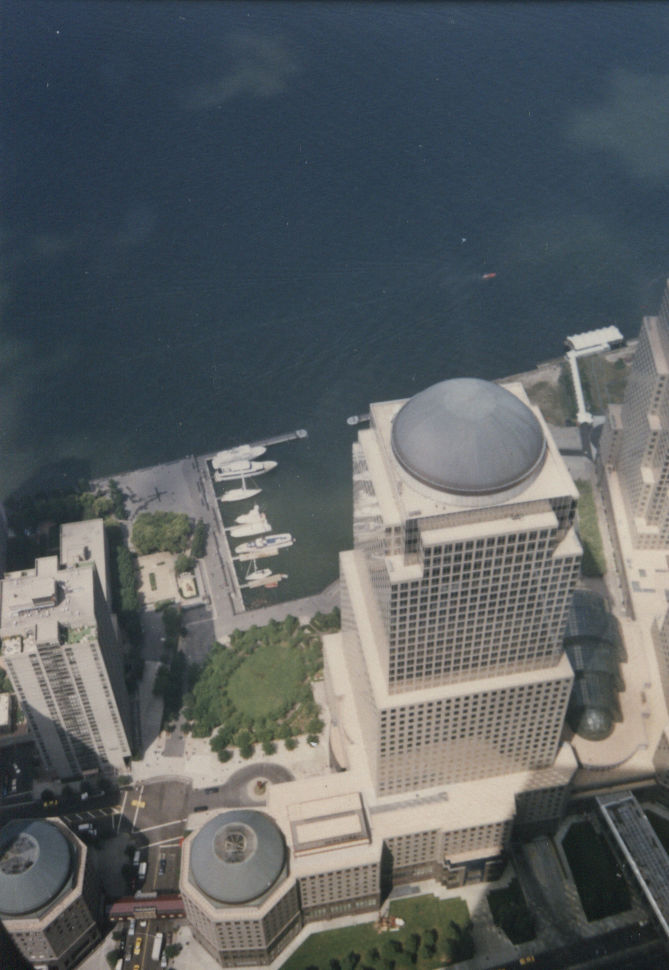
Part del World Financial Center vist des del World Trade Center.

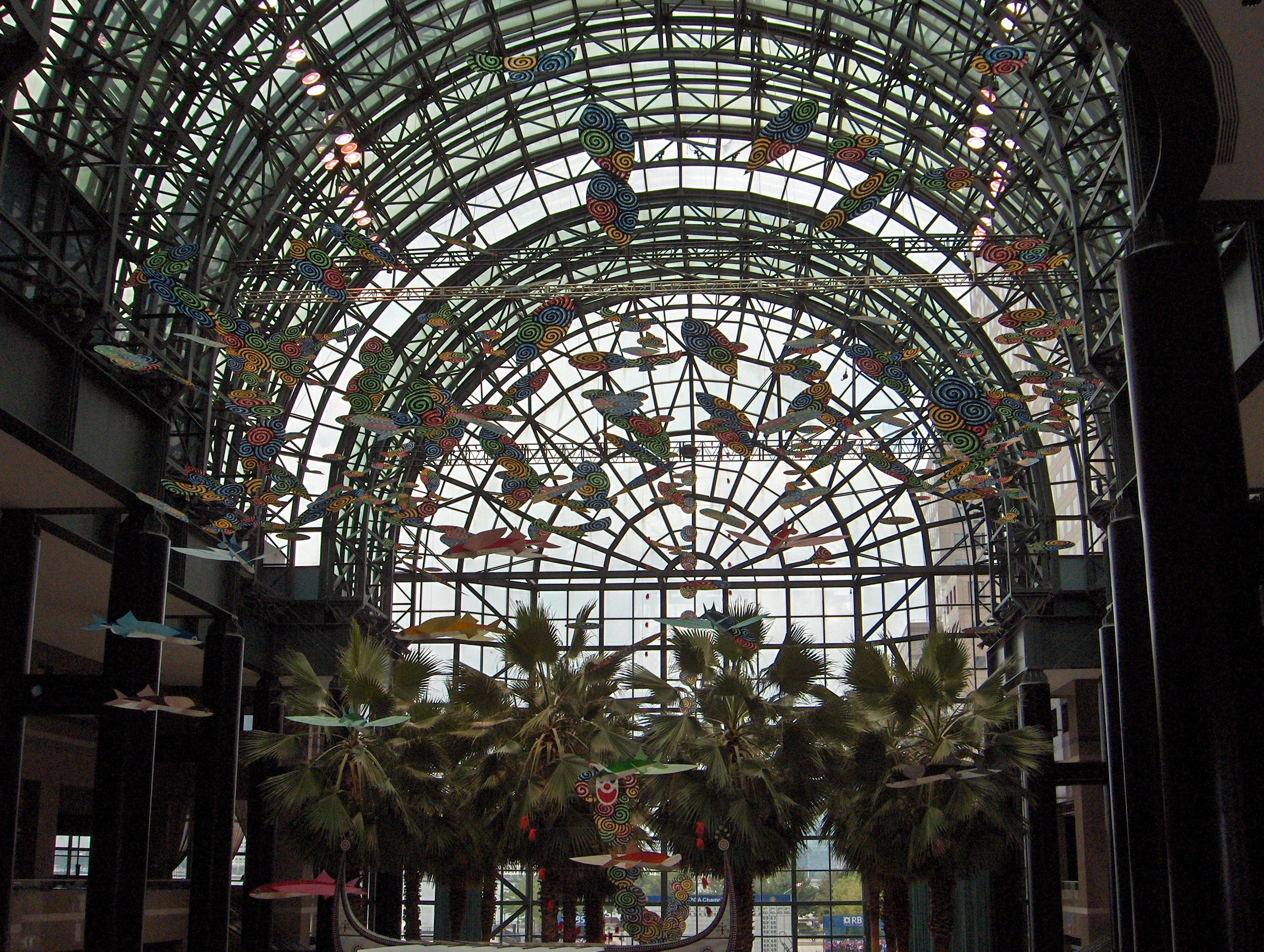
El Winter Garden Atrium, i la seva cúpula de vidre.

El World Financial Center és un complex d'edificis que es troba al barri de Lower Manhattan, a New York. El complex està situat a West Street, prop del World Trade Center, i davant el Hudson River. El World Financial Center es compon de quatre edificis principals, l'One World Financial Center, el Two World Financial Center, el Three World Financial Center i el Four World Financial Center, enllaçats entre ells pel Winter Garden Atrium, espai públic construït sota una armadura de vidre i d'acer de 36 metres d'alçada màxima, on hi ha arbres i plantacions entre les quals destaquen palmeres de dotze metres, que provenen del desert de Mojave.
Al complex s'hi troben les seus de nombroses empreses lligades més o menys directament a les finances, entre les quals Merrill Lynch i American Express, Dow Jones & Company i el Wall Street Journal. La integritat del complex és propietat de l'empresa immobiliària Brookfield Properties, de Toronto.
L'arquitectura del complex és obra de l'arquitecte americà d'origen argentí César Pelli en col·laboració amb Adamson Associates, i la construcció, realitzada sota la tutela de la companyia canadenca Olympia and York s'ha esglaonat entre 1985 i 1988. El complex està construït sobre un terraplens, utilitzats per a la construcció de Battery Park City, els terraplens fins i tot provenien dels treballs d'excavació del World Trade Center, construït als anys 1970.

## Edificis i arrendataris
El complex està compost de quatre torres principals, cadascuna anomenada per un número de l'u al quatre (One, Two, Three, Forn). A més a més d'aquestes torres principals, al World Financial Center s'hi troba el Winter Garden Atrium, així com el NYMEX building, afegit el 1997.

### One World Financial Center
L'One World Financial Center data de 1986. Fa 176 metres d'alçada, i compta 40 pisos, constituint el tercer edifici més gran del complex. Està situat al 200 Liberty Street, té una superfície total d'oficines de 151000 m². Es reconeix per la seva teulada quadrada i en pendent.
Entre els arrendataris, s'hi troba Deloitte and Touche (un dels gabinets d'auditoria més importants), Dow Jones & Co., Fidelity Investments, Lehman Brothers o fins i tot Cadwalader, Wickersham & Taft (gabinet d'advocats).

### Two World Financial Center
El Two World Financial Center ha estat acabat el 1987. Compta 44 pisos, i fa 197 metres d'alçada. Es troba al 225 Liberty Street. La superfície total d'oficines llogables en arrendament és de 231000 m² el que fa del building el més vast del complex. La seva teulada es reconeix per la seva forma de cúpula.
Els arrendataris principals de l'immoble són la Commerzbank, Deloitte and Touche, Merrill Lynch, Nomura Group, State Street Corporation i Thacher Proffitt & Wood (gabinet d'advocats).

### Three World Financial Center
El Three World Financial Center, acabat el 1985 és la primera torre del complex d'haver estat acabada, però també la més alta, amb una teulada piramidal arriba als 225 m i 51 pisos. Paradoxalment, l'edifici, localitzat al 200 Vesey Street és dels quatre edificis principals tot i que ofereix la superfície més petita d'espais en lloguer (111000 m²).
Al Three World Financial Center s'hi troba la seu d'American Express (que és d'altra banda propietària del seu espai), però també BearingPoint, la Securities and Exchange Commission així com Computer Generated Solutions Inc.

### Four World Financial Center
El Four World Financial Center (o "torre nord"), acabat el 1986 es troba al 250 Vesey Street. Fa 152 metres i compta 34 pisos, i els 167000 m² d'oficines llogables són totalment ocupats per Merrill Lynch. L'edifici es reconeix per la seva teulada quadrada.

### El Winter Garden
El Winter Garden Atrium és un espai públic, que serveix d'enllaç entre les diferents torres del World Financial Center. Es tracta d'una gegantina cúpula d'acer i de vidre d'una àrea total de 4180m². Sota la cúpula s'hi troben botigues i cafès (entre les torres dos i tres), amb una decoració botànica composta de plantes i d'arbres originàries de diferents regions, com les setze palmeres de dotze metres importades del desert de Mojave a Califòrnia. La superfície disponible de lloguer és de 27000 m², i les principals botigues són de Banana Republic (roba de luxe), Eckerd Corporation (farmàcies), Gap, Inc., Hallmark Cards (targetes de felicitació) o Starbucks.
Seguidament als atemptats de l'11 de setembre de 2001, el Winter Garden ha estat tancat i renovat, abans de reobrir les seves portes el setembre de 2002.

### El NYMEX Building
Afegit el 1997, el NYMEX Building, situat a l'1 North End Avenue no compta més que setze pisos, per una superfície llogable de 46000 m². Com el seu nom indica, el NYMEX Building és llogat pel New York Mercantile Exchange (o NYMEX), però també pel New York Board of Trade (o NYBT).